# Аденоїди

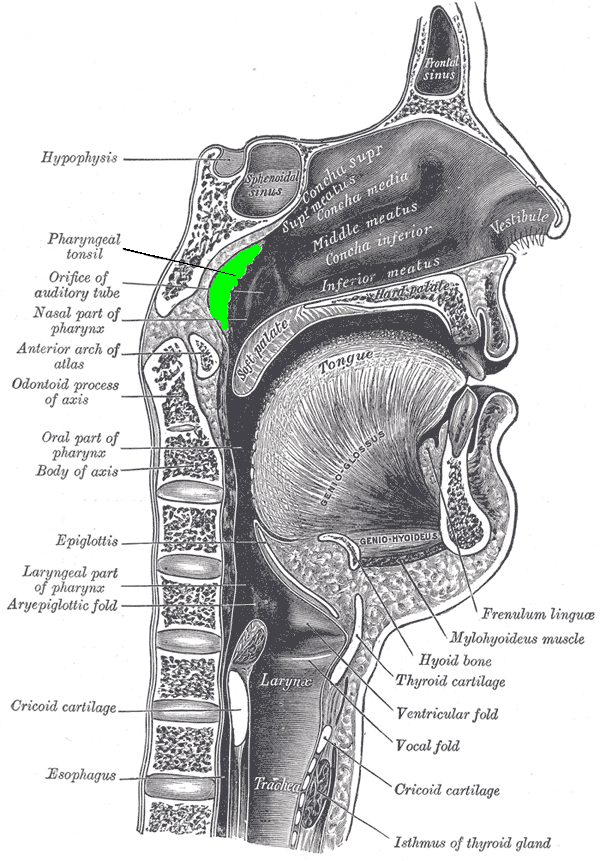
Аденоїди

Адено́їди (лат. vegetationes adenoidae, від дав.-гр. ἀδενοειδής — «залозоподібний», vegetatio — «збудження», «розростання») — патологічне розростання носоглоткового (глоткового, третього) мигдалика (лат. tonsilla pharyngealis). Розрізняють два поняття:
- Аденоїдні вегетації (гіпертрофія) — збільшення глоткового мигдалика, яке вважається фізіологічним процесом у дітей віком від 3 до 5 років.
- Аденоїдит — гостре або хронічне запалення ІІІ мигдалика. Спостерігається при інфекційних захворюваннях. Процес може мати гострий або хронічний перебіг.

Код МКХ 10: J35.2 — Гіпертрофія аденоїдів. J35.3 — Гіпертрофія піднебінних мигдаликів і аденоїдів. J35.3 — Інші хронічні захворювання піднебінних мигдаликів і аденоїдів.
Код ICPC-2: R90

## Анатомія і фізіологія
Глотковий мигдалик розташовується між верхньою і задньою стінками носоглотки(склепіння носоглотки). Це — утворення округлої або неправильної форми, блідо-рожевого кольору, з нерівною поверхнею. Загальна кількість валикоподібних складок — 5-9. Вони розділені борозенками (щілинами). У товщі складок розташовані фолікули й дифузне скупчення лімфоїдних елементів. За формою ІІІ мигдалик нагадує півнячий гребінь.
Носоглотковий (глотковий, ІІІ мигдалик) є частиною природного дитячого захисту від вторгнення патогенних мікроорганізмів — лімфаденоїдного глоткового кільця Пирогова-Вальдейєра. У нормі аденоїдні вегетації добре розвинені у дитячому віці.
Глотковий мигдалик вже сформований на 6 місяці ембріонального розвитку. Його середні розміри становлять:
- у новонародженого — 7 × 4 × 2 мм;
- у 1-річної дитини — 11 × 8 × 5 мм.
- Повністю глотковий мигдалик формується у віці 2–3 років[4].

У нормі товщина сформованого глоткового мигдалика становить 5–7 мм, ширина — 20 мм, довжина — 25 мм. Стан, при якому ці розміри збільшені, розглядається саме як аденоїдні вегетації. Кровопостачання глоткового мигдалика здійснюється за рахунок висхідної глоткової артерії. Венозна кров має відтік у вени глоткового сплетення. Глотковий мигдалик іннервується нервовими волокнами гілок VII, IX, X пар черепних нервів і симпатичними волокнами від періартеріальних сплетень.
Система місцевого імунітету не розвинена протягом перших 3-4-х років життя людини. Остаточне становлення місцевого імунітету відбувається лише біля 14 років. З цього ж часу починається інволюція глоткового мигдалика, але функціювання лімфоїдних фолікулів продовжується протягом всього життя.
Саме в глотковому мигдалику у дітей відбувається продукція лімфоцитів для слизової оболонки носоглотки, носа, навколоносових пазух, середнього вуха, що забезпечує нормальне функціювання факторів місцевого імунітету. Саме тому важливо зберігати її.

## Етіологія і патогенез
До функціонального навантаження лімфаденоїного апарата призводять часті гострі інфекції слизової оболонки верхніх дихальних шляхів. Причиною виникнення гіпертрофії глоткового мигдалика є:
- часті гострі респіраторні захворювання в дітей;
- дитячі інфекційні хвороби (кір, скарлатина, кашлюк);
- ендокринні порушення;
- алергічний фактор[6];
- гіповітаміноз;
- інші фактори, які знижують захисні властивості організму.

Насправді аденоїди сьогодні розглядають як фізіологічну захисну реакцію одного з органів імунної системи, який спеціалізується щодо патогенної мікрофлори верхніх відділів респіраторного тракту. Гострий аденоїдит розвивається внаслідок активації мікрофлори носової частини глотки під впливом переохолодження. Запальний процес, зазвичай, обумовлений респіраторними агентами:Str. pneumoniae, H. influenzae, M. catarrhalis, S. aureus, рідше — P. aeroginosa, K. pneumoniae. Важливе значення має природа запального процесу (вірусна, бактеріальна, алергічна) і стадія його розвитку (гостра, хронічна, репаративна). На цьому базується вибір адекватного комплексу лікування.

## Клінічні прояви
Порожнина носоглотки в дитячому віці невелика і низька, через що навіть незначне збільшення глоткового мигдалика може значно порушити носове дихання. Зворотний розвиток лімфаденоїдних утворень проходить поволі за рахунок загибелі лімфоїдних фолікулів і розростання сполучної тканини. Мають місце різноманітні скарги пов'язані з захворюваннями носової порожнини:
- Порушення носового дихання, що супроводжується: постійним закладанням носа, неспокійним поверхневим сном з відкритим ротом та хропінням, гугнявістю,
- Захворювання прилеглих органів, яке спричиняє: погіршення слуху, хронічний риніт, «аденоїдний вираз обличчя»: деформація лицьових кісток, формування неправильного прикусу, «дахоподібного» піднебіння, відвисання нижньої щелепи, згладжування носогубних складок, з куточків рота витікання слини;
- Зміни у віддалених органах — порушення внаслідок гіпоксії тканин органів, зміни грудної клітки, головний біль, зниження працездатності у школярів.
- Часті респіраторні захворювання, що ускладнюються захворюваннями носової порожнини, вуха та верхніх дихальних шляхів.

Гостре запалення може мати три різні наслідки:
- знищенням і/або видаленням з організму патогенного агента — функція органа нормалізується.
- місцеве запалення може перерости в генералізоване — запальний процес системно поширюється організмом.
- запалення може набути хронічного характеру

Чужорідні часточки, алергени, віруси, бактерії, хімічні речовини, які проникають у порожнину носа з потоком вдихуваного повітря, прилипають до слизу. Алергени, що фіксуються в порожнині носа і носоглотки, стають тригерами алергічного запалення. Існує пряма залежність між ступенем збільшення аденоїдних вегетацій і порушенням носового дихання. Огляд хворого дозволяє виявити в склепінні носової частини глотки пухлиноподібне утворення на широкій основі, яке має м'яку консистенцію і дольчасту будову. При клінічній діагностиці відмічають три ступеня розвитку аденоїдів в залежності від розміру прикриття аденоїдними розрощеннями хоан:
- І ступінь — закрита верхня третина;
- ІІ ступінь — половина хоан;
- ІІІ ступінь — хоани закриті повністю.

Гострий аденоїдит іноді своєчасно не діагностується під час захворювання на гостру респіраторну інфекцію, оскільки його симптоматика не виходить за рамки клінічної симптоматики ГРІ. Відповідно, дитина не отримує терапію, яка має подіяти на запальний процес у глоткового мигдалика.

## Лікування
Надання медичної допомоги пацієнтам з аденоїдними вегетаціями в Україні регламентовано Наказом Міністерства охорони здоров'я України від 24.03.2009 р. № 181.
Існують консервативні та оперативні методи лікування. Вибір методу лікування здійснює отоларинголог на основі даних анамнезу, об'єктивного обстеження та глибини патологічних змін в організмі дитини, зумовлених збільшеними аденоїдами.
Основні принципи терапії:
- очищення порожнини носу і носоглотки;
- вплив на патогени;
- вплив на запальний процес.

До останнього відносять: зменшення набряку, покращення регіонального кровопостачання, прискорення періоду реконвалесценції і репарації.
Аденоїди, які не піддаються консервативному лікуванню, зазвичай видаляють хірургічним шляхом. Хірургічне лікування — аденотомія. У післяопераційному періоді рекомендований домашній режим протягом тижня. У післяопераційному періоді рекомендовано дієт: рідка їжа, вітамінізована, легкозасвоювана, переважно молочно-рослинна, не подразнююча.
Реабілітація у післяопераційному періоді 5-6 днів. Диспансерне спостереження після аденотомії не потрібно.